# گرگوری راتوف
گرگوری واسیلیویچ راتنر (انگلیسی: Grigory Vasilyevich Ratner؛ ‏ روسی: Григорий Васильевич Ратнер؛ ‏ ۲۰ آوریل، حوالی ۱۸۹۳ – ۱۴ دسامبر ۱۹۶۰) بازیگر، تهیه‌کننده و کارگردان آمریکایی روسی‌الاصل بود.

## گزیدهٔ فیلم‌شناسی

### کارگردان
- تاکسی (۱۹۵۳)

### بازیگر
- خروج (۱۹۶۰)
- سابرینا (۱۹۵۴)
- ماه آبی است (۱۹۵۳)
- همه چیز درباره ایو (۱۹۵۰)
- سیر در عرش (۱۹۳۷)
- دیشب را به‌خاطر داری؟ (۱۹۳۵)
- هالیوود که دیگر بدرد نمی‌خورد (۱۹۳۲)